# アカシア (revenusの曲)
「アカシア」は、日本のロック・バンドであるrevenusが2002年5月15日にリリースした4作目のシングルである。
関西テレビ・フジテレビ系ドラマ『春ランマン』の主題歌として採用された。

## 収録曲
| 全作詞: 世古あき子、全作曲・編曲: 菅原サトル。 |                                           |            |            |      |
| #                                              | タイトル                                  | 作詞       | 作曲・編曲 | 時間 |
| 1.                                             | 「アカシア」                              | 世古あき子 | 菅原サトル | 5:46 |
| 2.                                             | 「MERRY-GO-ROUND」                        | 世古あき子 | 菅原サトル | 5:22 |
| 3.                                             | 「アカシア (Piano Instrumental Version)」 | 世古あき子 | 菅原サトル | 2:19 |

## パーソネル
| - レコーディング&ミキシング・エンジニア： | 村田康治                                         |
| - アシスタント・エンジニア：              | 小和田嘉晶、鈴木翠、奥田基樹                     |
| - マスタリング・エンジニア：              | 古川いち子（バーニーグランドマン・マスタリング） |
| - エグゼクティブ・プロデューサー：        | YOSHIKI、森田秀美、北村篤織                      |